# Mariano Rajoy
Mariano Rajoy Brey (* 27. března 1955 Santiago de Compostela, Španělsko) je španělský právník a politik, předseda Lidové strany (PP) a od 21. prosince 2011 předseda vlády Španělska, kde vystřídal Josého Luise Zapatera. Dne 1. června 2018 vyslovil španělský parlament Rajoyovi nedůvěru a tím jej jako předsedu vlády svrhl.

## Osobní život
Marianův otec byl právník a jeho rodina katolického vyznání. Vystudoval právo na univerzitě v Santiago de Compostela.
Jeho manželkou je od roku 1996 Elvira Fernández Balboa (* 1965), s níž má dva syny, Mariana a Juana.

## Politická kariéra

### Politický vzestup
Svou politickou kariéru začal v Lidové alianci v roce 1981 a nejprve byl aktivní na regionální úrovni v Galicii. Do Kongresu poslanců byl zvolen poprvé v roce 1986, vzdal se však mandátu a do září 1987 byl viceprezidentem galicijské vlády. Za provincii Pontevedra byl zvolen poslancem 1989 a 1993.
Na celostátní úrovni se prosadil v roce 1996 jako spojenec premiéra Josého Aznara poté, co jej Aznar jmenoval ministrem pro veřejnou správu do své vlády. V roce 1999 získal post ministra školství a roku 2001 ministra vnitra. Prvním náměstkem předsedy vlády byl v letech 2000-2003 (do září). Od roku 2004 je předsedou Lidové strany. V letech 2004-2011 byl v opozici. V roce 2011 vedl Lidovou stranu do voleb s hesly, útočícími na tehdy vládní Španělskou socialistickou dělnickou stranu (PSOE). Obvinil socialisty, že nejsou schopni vést ekonomiku země, co se projevilo dle jeho slov nepřijatelně vysokou mírou nezaměstnanosti. Díky tomu se mu podařilo ve volbách zvítězit.
Od 21. prosince 2011 do 1. června 2018 byl předsedou vlády Španělského království. Rajoy požadoval navrácení Gibraltaru pod španělskou správu a v roce 2013 na půdě OSN označil koloniální podřízenost Gibraltaru pod Spojené království za „přežitek“ a prohlásil, že „britská kolonie je vedena od roku 1963 na seznamu nesamostatných území čekajících na dekolonizaci.“
Rajoy je silným zastáncem přijímání imigrantů do Španělska a v roce 2015 kritizoval maďarskou vládu Viktora Orbána za její odmítavý postoj k uprchlíkům během evropské migrační krize.

### Katalánská otázka
Jako premiér se Rajoy musel mimo jiné potýkat s otázkou snahy Katalánska o nezávislost na Španělsku a o republikánské zřízení. Během jeho vlády byla vypsána v Katalánsku dvě referenda o nezávislosti: v roce 2014 a v roce 2017. V rámci druhého uvedeného druhého referenda se rozhodl pro rázný postup; během průběhu referenda jeho vláda nařídila civilní gardě znemožnit hlasování, což vedlo k potyčkám a zraněním demonstrantů. Následně omezil katalánskou autonomii a pohrozil jejím odebráním pro případ, že Katalánsko svou nezávislost skutečně vyhlásí, což se také stalo. Předseda katalánské regionální vlády Carles Puigdemont byl posléze ještě v době Rajoyovy vlády obviněn z povstání a uchýlil se do Belgie. Pak se přes Finsko a Dánsko dostal do Německa, které jej doposud nevydalo k trestnímu stíhání.

### Korupční skandál a Rajoyův pád
Rajoy je zapleten do obřího korupčního skandálu. Podle dokumentů, které zveřejnil v roce 2013 španělský deník El País, dostávali Rajoy a členové jeho vládní Lidové strany peníze z tajných účtů ve Švýcarsku. Bývalý pokladník Lidové strany Luis Bárcenas byl vzat do vazby a v roce 2017 stanul před soudem. Rajoy veškerou vinu popírá a odmítal výzvy opozičních politiků, aby odstoupil z funkce španělského premiéra.
Dne 1. června 2018 vyslovil španělský parlament Marianu Rajoyovi nedůvěru. Pro návrh Španělské socialistické dělnické strany (PSOE) se vyslovila těsná většina 180 poslanců. Tím byl Rajoy jako předseda vlády svržen. Jeho nástupcem se stal předseda socialistů (PSOE) Pedro Sánchez.